# James A. Fitzpatrick
James A. Fitzpatrick (ur. 26 lutego 1894 w Shelton w stanie Connecticut, zm. 12 czerwca 1980) – amerykański scenarzysta, producent filmowy i reżyser.

## Filmografia
scenarzysta
- 1928: The Lady of the Lake
- 1937: The Last Rose of Summer
- 1938: A Dream of Love

producent
- 1934: Colorful Ports of Call
- 1938: The Life of Chopin
- 1941: Red Men on Parade
- 1944: Colorful Colorado
- 1950: Pastoral Panoramas

reżyser
- 1916: Chip's Carmen
- 1928: The Lady of the Lake
- 1938: A Dream of Love
- 1944: Colorful Colorado

## Wyróżnienia
Posiada swoją gwiazdę na Hollywoodzkiej Alei Gwiazd.